# Canal de El Atazar

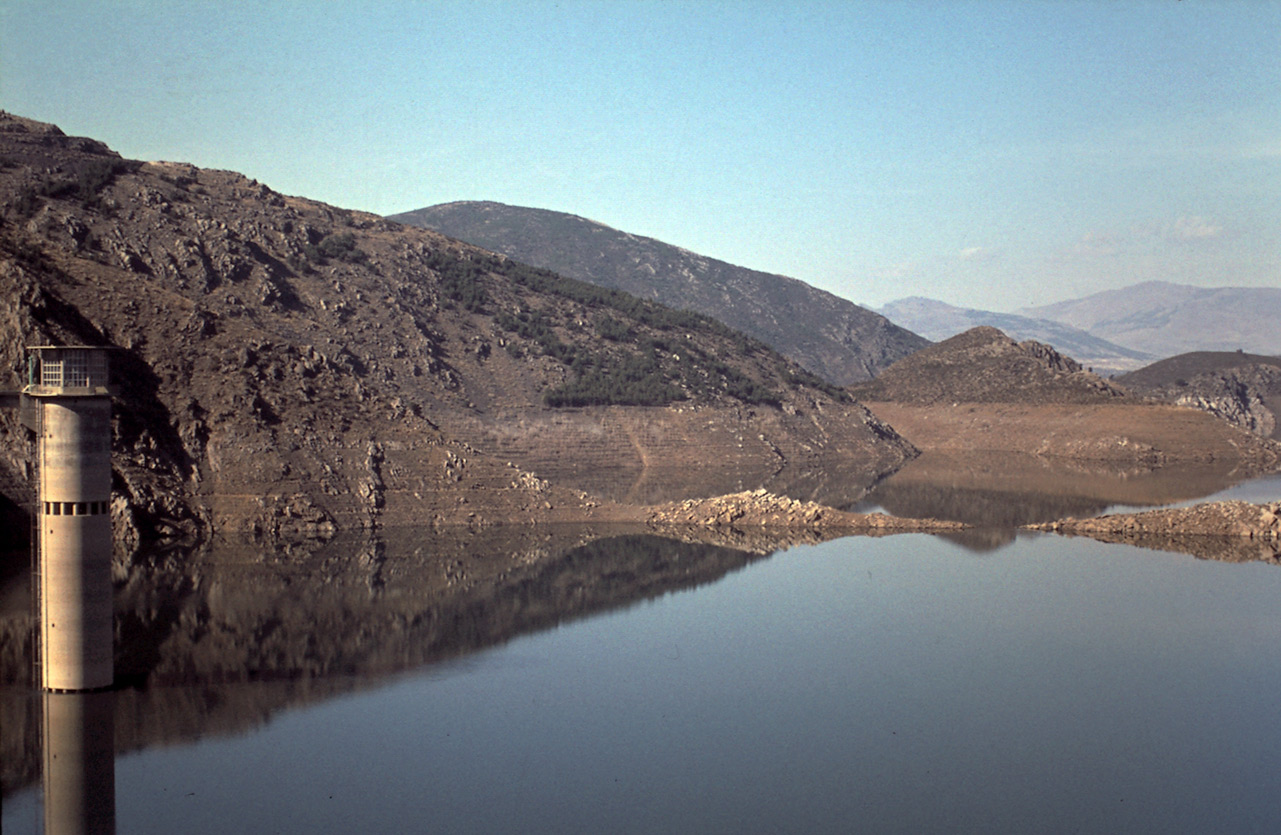
Torre de toma del canal de El Atazar.

El Canal de El Atazar, es un canal de transporte de agua del Canal de Isabel II, empresa que suministra el agua a Madrid, que enlaza la torre de toma del Embalse de El Atazar con el depósito de El Goloso, en las cercanías de Madrid y, a través de un nuevo enlace, con el depósito de la Plaza de Castilla. A este punto llega una de las dos ramas, de que consta en este tramo, a presión y conecta con ella en la red de la zona Alta de Madrid, sin necesidad de elevación. Tiene una longitud de 65,4 km y una capacidad de conducción de 16 m³/s. No obstante y aunque es esta la capacidad que menciona en su documentación el Canal de Isabel II, no hay noticias de que se haya conseguido superar un caudal del orden de poco más de 14 m³/s.
Este canal se construyó en tres tramos:
El tramo intermedio, conocido como la segunda sección de este canal, fue el primero en construirse y se puso en servicio en 1966 uniendo el depósito Intermedio, construido dentro de esta obra, en el nudo de Calerizas, con el depósito de El Goloso. Ello permitió, antes de estar finalizado el embalse de El Atazar, enviar agua procedente de los embalses de El Villar y de El Vado, desde el depósito Superior de Torrelaguna, o nudo de Calerizas, por un corto enlace que también se construyó y enlaza con el citado depósito Intermedio, hasta el depósito de El Goloso. La longitud de este tramo es de 44,7 km.
En el mismo año 1966, se construyó también el enlace entre el depósito de El Goloso y el de la Plaza de Castilla, con una longitud de 9,3 km, y que en principio se consideró un canal independiente.

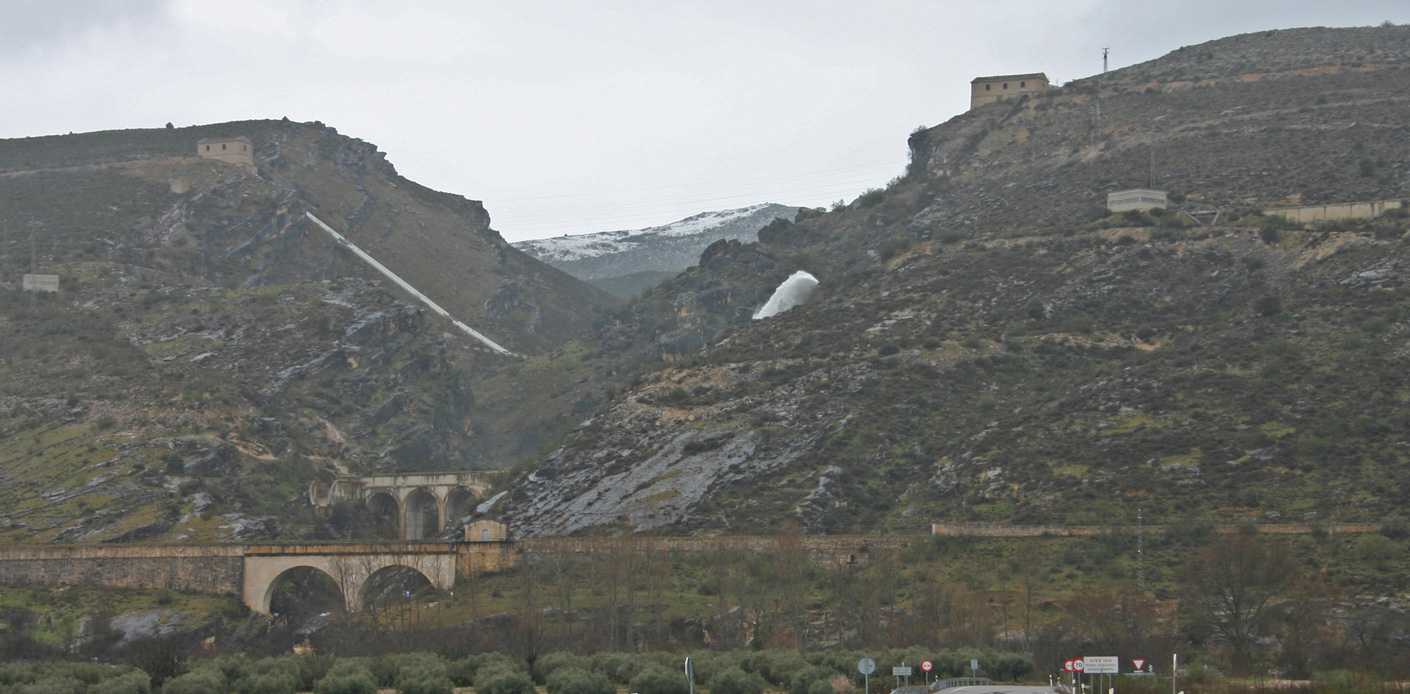
Sifón de Las Cuevas. El canal de El Atazar está vertiendo agua, desde la almenara de entrada al sifón.

 También en 1.966 se construyó un by-pass que permitía enlazar los dos tramos anteriores sin tener que pasar el agua por el interior del depósito de El Goloso.
En 1.971 se finalizó el primer tramo, primera sección en los documentos del Canal de Isabel II, de este canal que enlaza la obra de toma del embalse de El Atazar, con el inicio del segundo tramo en el depósito Intermedio. La longitud de este tramo es de 15,1 km.
Como se puede comprobar la suma de los tramos parciales es superior a la longitud total. Ello se debe a los tramos de enlaces, que fueron construidos, pero por los que no circula el agua proveniente del embalse de El Atazar.
En cuanto a las cotas, el canal se inicia al pie de la torre de toma con una cota de 801,59 m s. n. m., llegando al depósito Intermedio del nudo de Calerizas con una cota de 792,21 m s. n. m., al depósito de El Goloso con una cota de 758,47 m s. n. m., y al depósito de la Plaza de Castilla, con una cota de 724,8 m s. n. m. No obstante uno de los dos ramales que llega a este lugar es una tubería a presión por lo que puede conectar con la red de la zona alta y suministrar agua a zonas con mayor elevación que la cota de la tubería, sin necesidad del bombeo que era necesario anteriormente para elevar el agua al depósito elevado de la Plaza de Castilla.

## Descripción detallada

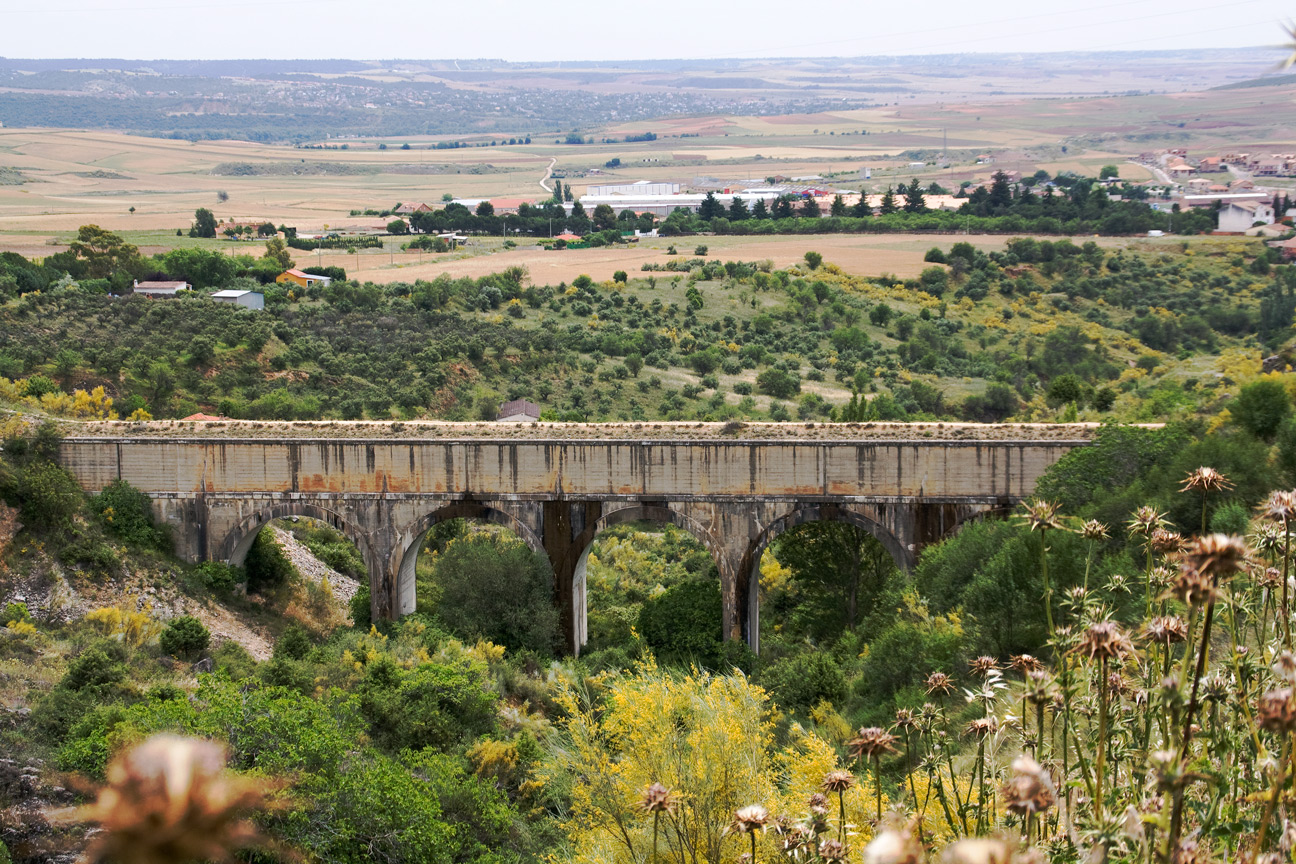
Acueducto de Matachivos en el canal de El Atazar, junto a Torrelaguna.

La torre de toma, inicio del canal, está situada en el margen derecho del embalse, en las proximidades del dique. Cuenta con tres tomas a las cotas 810,64; 834,64 y 858,64 m s. n. m. cuyas compuertas pueden ser accionadas para seleccionar la cota desde la que se va a captar el agua del embalse. La solera del canal a presión que sale de la parte baja de la torre tiene una cota de solera algo menor que la toma más profunda.
Desde este punto y hasta donde se encuentra la cámara de rotura de presión, junto al arroyo Valdentales, el canal transcurre por un túnel a presión de 3 m de diámetro y 3.383 m de longitud, cuyos detalles de su construcción pueden ser consultados.
Este tramo terminaba en una espectacular cámara de rotura, aunque, años después, los tubos que llegaban a presión se derivaron a una minicentral eléctrica que se construyó en este punto para aprovechar la energía de estas aguas.
Desde este lugar un túnel, pero ya sin presión, de forma ovoide de 3,52 m de anchura y 3,60 m de altura y que en adelante es la sección tipo de este canal, conduce las aguas hasta media ladera del sur de la línea de cerros calizos de Torrelaguna donde circula en paralelo al canal de La Parra que lo hace por el pie de la ladera, y el canal del Jarama que lo hace por la zona alta de los cerros. Los barrancos que separan los cerros son salvados por sifones constituidos por dos tubos de 2,20 m de diámetro, fabricados en hormigón armado, tendidos entre las respectivas almenaras de entrada y salida del sifón. En la parte baja del sifón se han construido pontones para soportar el paso de estos tubos sobre los lechos de los barrancos. Los tubos han sido posteriormente enterrados, por lo que resultan más discretos que los del canal del Jarama.
De esta manera salva los barrancos de Las Cuevas, Patones y San Román, punto a partir del cual ya el canal de la Parra se separa de esta línea, y el barranco de Matachivos, al norte de Torrelaguna, lo pasa por un acueducto, llegando a continuación a media ladera del cerro de Calerizas, junto al depósito Intermedio, donde enlaza con el segundo tramo del canal, construido antes que este.
Junto al citado depósito, se encuentra la almenara de entrada al sifón de Torrelaguna, por donde el canal atraviesa, tomando una dirección más hacia el Sur, los valles de los arroyos de San Vicente y Santa Lucía. En este caso no hay ningún pontón en la parte baja del sifón, que queda enterrada, por lo que la existencia de este sifón pasa desapercibida, para quien no le conozca. Una vez fuera del sifón el canal transcurre faldeando por las laderas de la margen derecha del arroyo Malacuera, a una cota más elevada que el canal Bajo. Sigue por las laderas de los afluentes de la margen derecha del Jarama, salvando el arroyo del Monte por el sifón de la Aldehuela y continua en dirección a El Molar, atravesando algunos túneles y pasando por algunos barrancos mediante acueductos poco llamativos. Bordea El Molar por el este y gira tomando una dirección más hacia el oeste, pasando por la zona interior de la variante de la autovía de Norte y con un acueducto muy cercano al núcleo urbano de este pueblo. Desde aquí toma la dirección sureste por las faldas de las laderas de los afluentes del margen izquierdo del Guadalix hasta alcanzar este río, que lo atraviesa mediante un sifón, en este caso salvando el lecho del río con un pontón.

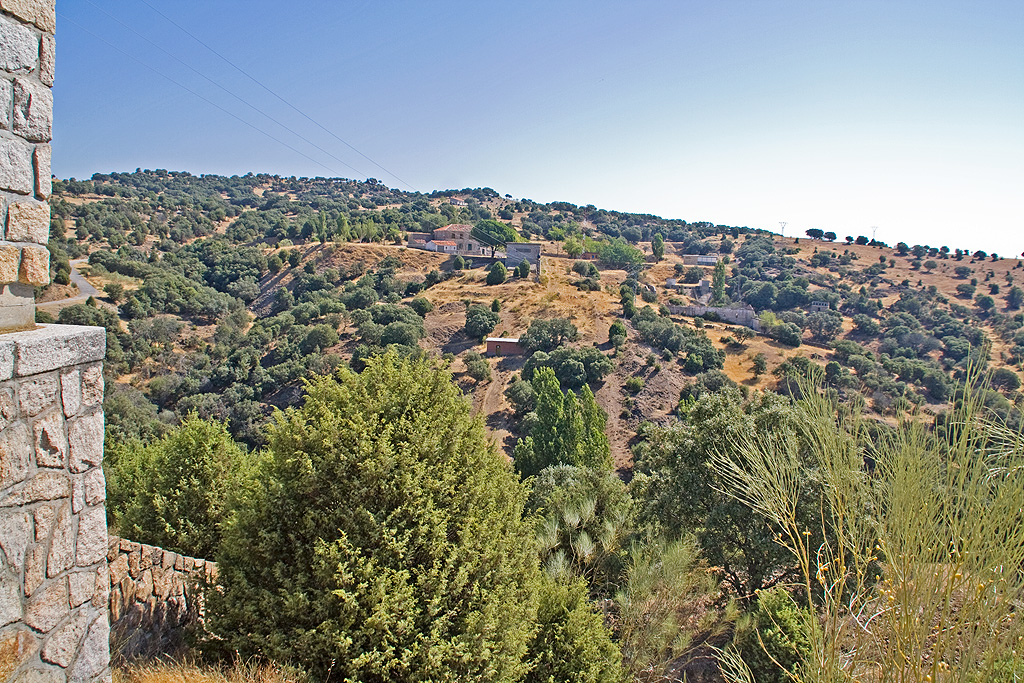
Sifón de la Parrilla (canal de El Atazar) y trasvase con el canal Alto desde la almenara de salida.

Atravesado el sifón y en su almenara de salida, Almenara de los Castillejos, desemboca el Canal del Vellón, que conduce las aguas extraídas del embalse de Pedrezuela. Poco después se acerca al Canal Alto, que viene por la derecha a una cota más elevada y, pasado el acueducto que salva el arroyo de la Retuerta, ambos canales circulan cada vez más próximos, salvo en las zonas de menos pendiente, en las que se separan, salvando los barrancos de los arroyos de la margen derecha del Guadalix, con acueductos paralelos. El canal de El Atazar pasa por los acueductos de Cantos Blancos, Arroyo Seco y Mojapan, y llega a un punto donde se cruza con el Canal Alto, al igualarse sus cotas, en un punto donde este último canal discurría por un rápido. En este punto se ha construido un trasvase reversible que permite intercambiar agua entre ambos canales: el trasvase de La Parrilla. Desde este punto el Canal Alto queda a la izquierda del Canal de El Atazar y a una cota inferior, dado su mayor pendiente.
A continuación el canal atraviesa el sifón de la Parrilla, continuando alternando túneles con acueductos, tales como El Chaparral, El Salobral y El Espinar, hasta la proximidades de la autovía de Colmenar. Desde aquí sigue por el margen este de la carretera, en dirección sur, y alcanza la Estación de Tratamiento de Agua Potable de Colmenar, donde son tratadas sus aguas y luego reincorporadas por gravedad al canal, que entra inmediatamente en el sifón de Colmenar, por el que llega al nudo de El Goloso. En este punto puede entrar agua en el depósito construido en dicho lugar, o ser by-pasada a la conducción El Goloso-Plaza de Castilla. Por esta conducción que consta de dos tuberías de 2 m de diámetro de hormigón armado y vibrado, con camisa de palastro, se dirige al nudo de Plaza de Castilla. La tubería izquierda actúa como canal y puede alimentar a su paso al Canal Bajo, Canal del Este, Arteria Principal del Este y Canal de Santillana y en su final se conecta con la red de la Zona Media y con el cuarto depósito, o depósito de Plaza de Castilla. La tubería derecha actúa como una arteria a presión, y se conecta, a su paso, con la Arteria de la Playa y, al llegar a la Plaza de Castilla, con la red de la Zona Alta.
Actualmente el canal de El Atazar constituye la base del abastecimiento de agua a Madrid, procedente de los ríos Lozoya, Jarama, Sorbe y Guadalix, habiendo quedado los canales Bajo y Alto relegados a una función secundaria.